# Temognatha gordonburnsi
Temognatha gordonburnsi es una especie de escarabajo del género Temognatha, familia Buprestidae. Fue descrita científicamente por Barker en 1993.